# アルメニア人の一覧
アルメニア人の一覧（アルメニアじんのいちらん）
これはアルメニア人の一覧である。アルメニア国籍ではなく民族としてのアルメニア人も含まれる。

## 出身地別のアルメニア人の一覧

### アルメニアならびにコーカサス地方一帯
- ドン・アスカリアン - 映画監督
- アブー・アリー・イスマーイール・イブヌル・カーシム・アル・カーリー al-Qali - 10世紀の言語学者
- アルツール・アブラハム - プロボクサー。現IBFミドル級世界チャンピオン。(ドイツに移住)
- イェヴゲニー・ヴァフタンゴフ（エフゲニー・バフタンゴフ） - 演出家。グルジア系
- ガルリ・カスパロフ - チェス選手。アルメニア系のユダヤ人。
- ユスフ・カルシュ Yousuf Karsh - トルコ出身の写真家
- マルコム・カーン - イランの革新論者。イスラム教徒、貴族
- ガンザケツィ・キラコス Gandzaketsi Kirakos
- ゲオルギイ・グルジエフ George Gurdjieff（ただし家系そのものはギリシア系）
- アーシル・ゴーキー Arshile Gorky - 画家。本名ヴォスダニック・アドイアン
- ロベルト・コチャリャン - アルメニアの第2代大統領。アゼルバイジャン（ナゴルノ・カラバフ）出身
- バベク・ゴゥユシュ Babək Göyüş (Babek Gajik) - 作家。アルメニア・ソビエト社会主義共和国チャムバラクスキー地区（現:ゲガルクニク地方チャムバラク地区（アゼルバイジャン語版））カラヴァン（英語版、アゼルバイジャン語版）出身
- ヴァズゲン・サルキシャン - アルメニアの政治家
- シャジャル・アッ＝ドゥッル - マムルーク朝初代スルタン
- センパッド Senpad, Sinibald (1208-1276) - 軍人・歴史家
- ビック・ダルチニアン - プロボクサー。現IBFフライ級世界チャンピオン。(オーストラリアに移住)
- ロリス・チェクナヴォリアン - イラン出身の音楽家
- ドラゴ - 格闘家。ムエタイ、キックボクシング、K-1選手
- グルゲン・ナゴリャン（ロシア語版） - 軍人でソ連諜報部の諜報員。元は満州国軍で、浅野部隊の隊付幹部として所属していた。ロシア帝国エリザヴェトポリ県（ロシア語版）出身
- ジャムシッド・ナヒチェヴァンスキー（ロシア語版、英語版） - 軍人。ソ連軍の指導者でもあった。帝政ロシア時代に騎兵将軍として活躍したグセイン・ハン・ナヒチェヴァンスキーとは親族関係にある。ロシア帝国エリヴァニ県（ロシア語版）出身
- ザーラ（ロシア語版、英語版） - ロシアで活動中の歌手。本名はザリファ・パシャエヴナ・ムゴヤン（ロシア語：Зарифа́ Паша́евна Мгоя́н）。ソビエト・アルメニアのレニナカン生まれ。
- アラム・ハチャトゥリアン - グルジア出身の作曲家
- セルゲイ・パラジャーノフ - グルジア出身の映画監督、脚本家。『ざくろの色』など
- フィリピコス・バルダネス - 東ローマ帝国皇帝
- ヴィクトル・アンバルツミャン Viktor Ambartsumian
- チグラン・ワルタノビッチ・ペトロシアン - グルジア出身のチェスプレーヤー
- ヘラクレイオス - 東ローマ帝国皇帝
- メスロプ・マシュトツ - 聖人。アルメニア文字の考案者として知られている
- アレクサンドル・アルチュニアン Arutiunian - エレバン出身の作曲家
- アンドラニク・マルカリャン - アルメニアの政治家
- アナスタス・ミコヤン Anastas Mikoyan - ソビエト連邦副首相
- アルチョーム・ミコヤン Artem Mikoyan - ソビエト連邦の航空機設計者
- レオーン5世 - 東ローマ帝国皇帝
- ロマノス1世レカペノス - 東ローマ帝国のマケドニア王朝皇帝
- サムイル
- ミハイル・ロリース＝メーリコフ Count Mikhail Tarielovich Loris-Melikov - トビリシ出身のロシア帝国の政治家
- エヴァ・ゲヴォルギヤン - ピアニスト

### ソビエト連邦・ロシア
- イヴァン・アイヴァゾフスキー - ウクライナ生れの美術家。ロシア海軍の軍属ならびにオスマン帝国の宮廷画家。本名ホヴァネス・アイヴァジヤン。
- アルチュール・アダモフ - ロシア生まれのフランスの劇作家。本名アダミアン。
- イェヴギェーニー・ヴァフタンゴフ（エフゲニー・ヴァフタンゴフ）　Yevgeny Vakhtangov - 演出家。北オセチア出身
- アンリ・トロワイヤ - ロシア生まれのフランスの作家。本名レフ・タロシャン Lev Tarossian
- エレーナ・ボンネル（父がアルメニア人、母がユダヤ教徒）
- ユーリイ・オガネシアン - 原子核物理学者。長年に渡る超ウラン元素研究の功績により史上2人目の「存命中に元素に名付けられた人物」となった。

### 中東
- レヴォン・テル＝ペトロシャン Levon Ter-Petrosyan
- アトム・エゴヤン - 映画監督
- ロリス・チェクナヴォリアン - 指揮者

### ヨーロッパ
- マイケル・アーレン Michael Arlen - ブルガリア出身のイギリスの小説家
- シモン・アブカリアン - 俳優
- シルヴィ・ヴァルタン - ブルガリア生まれのフランスの歌手
- アルメン・ナザリャン Armen Nazaryan(Nazarian) - ブルガリアのオリンピック選手
- デオタト・ダマヤーン（デオダトゥス・ダマスツェンシス）Deodatus Damaján, Deodatus Damascensis - チェコのカフェ創業者

(, , , )
- ブロニスワヴァ・ケウプルリャン＝ヴイチク Bronisława Wójcik-Keuprulian (Keuprulian-Wójcik) - ポーランドの音楽学者。
- シャルル・アズナブール - フランスのシャンソン歌手。本名アズナヴーリアン。
- アブラハム・コンスタンティン・ドーソン - スウェーデンの歴史家、外交官。
- ブラッサイ - トランシルバニア生まれのフランスの写真家
- ジャン・ジャンセン - フランスの画家。2002年、アルメニア国家勲章受章(カラヤン／シラク大統領に次いで3人目)。
- ユーリ・ジョルカエフ - フランスのサッカー選手。母親がアルメニア系。
- エドゥアール・バラデュール - フランス元首相。

### 新大陸
- アンドレ・アガシ
- アトム・エゴヤン - カナダの映画監督
- カーク・カーコリアン - 投資家
- キム・カシュカシャン - アメリカのヴィオラ奏者
- アーシル・ゴーキー - 画家
- カテリーナ・マヌーキアン - カナダのヴァイオリニスト。父方がアルメニア人。
- ジャック・ケヴォーキアン Jack Kevorkian - 医師。安楽死推進者
- ウィリアム・サローヤン William Saroyan - アメリカ合衆国の小説家
- デレク・シェリニアン
- シェール - 歌手、女優。父方アルメニア人、母方混血チェロキー族。本名 Cherilyn Sarkisian LaPierre
- ジョージ・ペーリヴァニアン - 指揮者
- アラン・ホヴァネス - アメリカ合衆国の作曲家
- エリック・ボゴシアン - アメリカ合衆国の俳優
- システム・オブ・ア・ダウン －アメリカ合衆国のバンド。メンバーがアルメニア系。
- グレゴリー・ペック　ハリウッド俳優（アルメニア系はハリウッド俳優が多数存在）

### その他
- ステファニー

## アルメニアと関わりのある人物
- ダヴィド・アンハグト（英語版） - 古代ギリシャの哲学者。ロリ地方のハフパット（英語版）で没したとされている。